# Masakr v Kfar Aze
Masakr v Kfar Aze je označení pro hromadné vraždění obyvatel kibucu v jižním Izraeli, v těsném sousedství pásma Gazy. Událost byla součástí rozsáhlého útoku a invaze vedené proti státu Izrael příslušníky palestinské organizace Hamás. Útok proběhl v ranních hodinách 7. října 2023, kdy přibližně 70 ozbrojenců Hamásu vniklo do izraelského kibucu Kfar Aza vzdáleného zhruba tři kilometry od hranic s Pásmem Gazy. Po proniknutí na území kibucu začali útočníci vraždit a unášet jeho obyvatele.
Konečný počet obětí není zcela přesně znám. Bylo potvrzeno 52 zabitých osob a nejméně dvacet pohřešovaných. Tento útok proslul tvrzeními o vysoké úrovni násilí. Podle těchto zpráv měly některé nalezené oběti uřezané hlavy nebo byly roztrhány na kusy. Jeden příslušník izraelské armády původně novinářům tvrdil, že mezi mrtvými mělo být čtyřicet brutálně zabitých dětí. Tuto zprávu převzali i někteří izraelští politici a média. Nicméně následně byla zpráva dementována a nedošlo k jejímu oficiálnímu potvrzení.. Později byla naopak vyvrácena.
V kibucu žilo v době útoku přibližně 700 obyvatel. Izraelské obranné síly dostaly oblast pod svou kontrolu po dvoudenní operaci, za cenu ztrát dvou vojáků. 

## Průběh masakru
V ranních hodinách dne 7. října 2023 překonalo zhruba 70 ozbrojenců Hamásu zeď, která odděluje kibuc Kfar Aza od pásma Gazy. Islamističtí ozbrojenci začali útočit na komunitu ze západní strany sousedící s pásmem Gazy. V této části kibucu žily rodiny s malými dětmi. Členové komunity, kteří měli vojenský výcvik, vystoupili proti útočníkům ve snaze bránit ostatní obyvatele kibucu, avšak všichni byli v boji zabiti. Útočníci se dále rozptýlili a pokračovali různými směry, podpalovali domy a zabíjeli civilní obyvatele.
Podle zpráv BBC News zemřela většina obětí během prvních hodin útoku.
Během 10. října, po dvouapůldenní osvobozovací akci 71. výsadkářské jednotky, prohledávali vojáci Izraelských obranných sil (IDF) osadu a nacházeli mrtvá těla jejích obyvatel.
Podle zprávy izraelské stanice i24 jeden přítomný voják izraelské armády vypověděl, že mezi oběťmi byla i dětská těla bez hlav. Mělo jít o čtyřicet dětí. Nicméně později se ukázalo, že tato zpráva nebyla pravdivá. Ačkoliv zprávu převzali někteří politici, média a virálně se šířila na sociálních sítích. Nejmladší oběti útoku bylo čtrnáct let. Neověřené svědectví vojáka šířili také příslušníci dobrovolnické izraelské organizace ZAKA, která na místě po útoku pomáhala. Později se ukázalo, že příslušníci organizace ZAKA šířili i jiné dezinformace. Tiskový mluvčí IDF pro Anadolu Ajansı nepotvrdil, že by mezi takto zohavenými oběťmi byla těla velmi malých dětí.
Kromě obětí na životech unesli útočníci z kibucu několik rukojmí; Associated Press potvrdil 4 rukojmí unesené 7. října. Generál Itai Veruv označil událost za teroristický čin.
Jedna z rukojmích, Aviva Siegel, byla mezi rukojmími propuštěnými v listopadu 2023 při výměně zajatců. Její manžel však zůstal v zajetí.

## Mediální pokrytí
Přístup novinářů do oblasti byl umožněn 10. října. Hamás zveřejnil videozáznam akce.